# Liga dos Campeões da UEFA de 2014–15 – Fase Final
A Fase Final da Liga dos Campeões da UEFA de 2014–15 foi disputada entre 17 de fevereiro de 2015 e 6 de junho de 2015, dia da final que foi disputada no Estádio Olímpico em Berlim na Alemanha. Um total de 16 equipes participaram nesta fase.
Horário das partidas a partir de 28 de março de 2015 (Oitavas de final) são CET (UTC+1), e a partir das fases seguintes são CEST (UTC+2).

## Calendário
Todos os sorteios são realizados na sede da UEFA em Nyon, Suíça.
| Fase             | Data e hora do sorteio        | Partida de ida                                    | Partida de volta                                  |
| ---------------- | ----------------------------- | ------------------------------------------------- | ------------------------------------------------- |
| Oitavos-de-final | 15 de dezembro de 2014, 12:00 | 17–18 & 24–25 de fevereiro de 2015                | 10–11 & 17–18 de março de 2015                    |
| Quartos-de-final | 20 de março de 2015           | 14–15 de abril de 2015                            | 21–22 de abril de 2015                            |
| Meias-finais     | 24 de abril de 2015           | 5–6 de maio de 2015                               | 12–13 de maio de 2015                             |
| Final            | 24 de abril de 2015           | 6 de junho de 2015 no Estádio Olímpico em Berlim. | 6 de junho de 2015 no Estádio Olímpico em Berlim. |

## Equipes classificadas
| Grupo | Vencedores         | Segundo-lugares     |
| ----- | ------------------ | ------------------- |
| A     | Atlético de Madrid | Juventus            |
| B     | Real Madrid        | Basel               |
| C     | Monaco             | Bayer Leverkusen    |
| D     | Borussia Dortmund  | Arsenal             |
| E     | Bayern de Munique  | Manchester City     |
| F     | Barcelona          | Paris Saint-Germain |
| G     | Chelsea            | Schalke 04          |
| H     | Porto              | Shakhtar Donetsk    |

## Oitavas de final
O sorteio para as oitavas de final ocorreu em 15 de dezembro de 2014. As partidas de ida foram disputadas em 17, 18, 24 e 25 de fevereiro de 2015, e as partidas de volta foram disputadas em 10, 11, 17 e 18 de março de 2015.
| Equipe 1            | Total       | Equipe 2           | 1.º jogo | 2.º jogo  |
| ------------------- | ----------- | ------------------ | -------- | --------- |
| Paris Saint-Germain | 3–3 (gf)    | Chelsea            | 1–1      | 2–2 (pro) |
| Manchester City     | 1–3         | Barcelona          | 1–2      | 0–1       |
| Bayer Leverkusen    | 1–1 (2–3 p) | Atlético de Madrid | 1–0      | 0–1       |
| Juventus            | 5–1         | Borussia Dortmund  | 2–1      | 3–0       |
| Schalke 04          | 4–5         | Real Madrid        | 0–2      | 4–3       |
| Shakhtar Donetsk    | 0–7         | Bayern de Munique  | 0–0      | 0–7       |
| Arsenal             | 3–3 (gf)    | Monaco             | 1–3      | 2–0       |
| Basel               | 1–5         | Porto              | 1–1      | 0–4       |

### Partidas de ida
| 17 de fevereiro de 2015 | Paris Saint-Germain | 1 – 1     | Chelsea      | Parc des Princes, Paris                   |
| 20:45                   | Cavani 54'          | Relatório | Ivanović 36' | Público: 46 146 Árbitro: TUR Cüneyt Çakır |

| 17 de fevereiro de 2015 | Shakhtar Donetsk | 0 – 0     | Bayern de Munique | Arena Lviv, Lviv                             |
| 20:45                   |                  | Relatório |                   | Público: 34 187 Árbitro: ESP Alberto Undiano |

| 18 de fevereiro de 2015 | Basel        | 1 – 1     | Porto            | St. Jakob-Park, Basileia                      |
| 20:45                   | González 11' | Relatório | Danilo 79' (pen) | Público: 34 464 Árbitro: ENG Mark Clattenburg |

| 18 de fevereiro de 2015 | Schalke 04 | 0 – 2     | Real Madrid               | Veltins-Arena, Gelsenkirchen                 |
| 20:45                   |            | Relatório | Ronaldo 26' · Marcelo 79' | Público: 54 442 Árbitro: ENG Martin Atkinson |

| 24 de fevereiro de 2015 | Manchester City | 1 – 2     | Barcelona            | City of Manchester Stadium, Manchester   |
| 20:45                   | Agüero 69'      | Relatório | Luis Suárez 16', 30' | Público: 45 081 Árbitro: GER Felix Brych |

| 24 de fevereiro de 2015 | Juventus               | 2 – 1     | Borussia Dortmund | Juventus Stadium, Turim                          |
| 20:45                   | Tévez 13' · Morata 43' | Relatório | Reus 18'          | Público: 41 182 Árbitro: ESP Antonio Mateu Lahoz |

| 25 de fevereiro de 2015 | Arsenal                  | 1 – 3     | Monaco                                                 | Emirates Stadium, Londres                  |
| 20:45                   | Oxlade-Chamberlain 90+1' | Relatório | Kondogbia 38' · Berbatov 53' · Ferreira Carrasco 90+4' | Público: 59 868 Árbitro: GER Deniz Aytekin |

| 25 de fevereiro de 2015 | Bayer Leverkusen | 1 – 0     | Atlético de Madrid | BayArena, Leverkusen                        |
| 20:45                   | Çalhanoğlu 57'   | Relatório |                    | Público: 29 079 Árbitro: CZE Pavel Královec |

### Partidas de volta
| 10 de março de 2015 | Porto                                                    | 4 – 0     | Basel | Estádio do Dragão, Porto                    |
| 20:45               | Brahimi 14' · Herrera 47' · Casemiro 56' · Aboubakar 76' | Relatório |       | Público: 43 108 Árbitro: SWE Jonas Eriksson |

Porto venceu por 5–1 no placar agregado e avançou a próxima fase.
| 10 de março de 2015 | Real Madrid                    | 3 – 4     | Schalke 04                                | Estádio Santiago Bernabéu, Madrid          |
| 20:45               | Ronaldo 25', 45' · Benzema 53' | Relatório | Fuchs 20' · Huntelaar 40', 84' · Sané 57' | Público: 69 986 Árbitro: SVN Damir Skomina |

Real Madrid venceu por 5–4 no placar agregado e avançou a próxima fase.
Bayern de Munique venceu por 7–0 no placar agregado e avançou a próxima fase.
| 11 de março de 2015 | Chelsea                       | 2 – 2 (pro) | Paris Saint-Germain                | Stamford Bridge, Londres                   |
| 20:45               | Cahill 81' · Hazard 96' (pen) | Relatório   | David Luiz 86' · Thiago Silva 114' | Público: 37 692 Árbitro: NED Björn Kuipers |

3–3 no placar agregado. Paris Saint-Germain avançou a próxima fase pela regra do gol fora de casa.
| 17 de março de 2015 | Monaco | 0 – 2     | Arsenal                 | Stade Louis II, Mônaco                         |
| 20:45               |        | Relatório | Giroud 36' · Ramsey 79' | Público: 17 263 Árbitro: NOR Svein Oddvar Moen |

3–3 no placar agregado. Monaco avançou a próxima fase pela regra do gol fora de casa.
| 17 de março de 2015 | Atlético de Madrid | 1 – 0 (pro) | Bayer Leverkusen | Estádio Vicente Calderón, Madrid            |
| 20:45               | Mario Suárez 27'   | Relatório   |                  | Público: 48 273 Árbitro: ITA Nicola Rizzoli |

|                                                |       | Penalidades                              |  |
| Raúl García Griezmann Mario Suárez Koke Torres | 3 – 2 | Çalhanoğlu Rolfes Toprak Castro Kießling |  |

1–1 no placar agregado. Atlético de Madrid venceu por 3–2 na disputa por pênaltis e avançou a próxima fase.
| 18 de março de 2015 | Barcelona   | 1 – 0     | Manchester City | Camp Nou, Barcelona                          |
| 20:45               | Rakitić 31' | Relatório |                 | Público: 92 551 Árbitro: ITA Gianluca Rocchi |

Barcelona venceu por 3–1 no placar agregado e avançou a próxima fase.
| 18 de março de 2015 | Borussia Dortmund | 0 – 3     | Juventus                   | Signal Iduna Park, Dortmund                |
| 20:45               |                   | Relatório | Tévez 3', 79' · Morata 70' | Público: 65 851 Árbitro: SRB Milorad Mažić |

Juventus venceu por 5–1 no placar agregado e avançou a próxima fase.

## Quartas de final
O sorteio para as quartas de final ocorreu em 20 de março de 2015. As partidas de ida serão disputadas em 14 e 15 de abril de 2015, e as partidas de volta em 21 e 22 de abril de 2015.
| Equipe 1            | Total | Equipe 2          | 1.º jogo | 2.º jogo |
| ------------------- | ----- | ----------------- | -------- | -------- |
| Paris Saint-Germain | 1–5   | Barcelona         | 1–3      | 2–0      |
| Atlético de Madrid  | 0–1   | Real Madrid       | 0–0      | 0–1      |
| Porto               | 4–7   | Bayern de Munique | 3–1      | 6–1      |
| Juventus            | 1–0   | Monaco            | 1–0      | 0–0      |

### Partidas de ida
| 14 de abril de 2015 | Atlético de Madrid | 0 – 0     | Real Madrid | Estádio Vicente Calderón, Madrid           |
| 20:45               |                    | Relatório |             | Público: 52 553 Árbitro: SRB Milorad Mažić |

| 14 de abril de 2015 | Juventus        | 1 – 0     | Monaco | Juventus Stadium, Turim                     |
| 20:45               | Vidal 57' (pen) | Relatório |        | Público: 40 801 Árbitro: CZE Pavel Královec |

| 15 de abril de 2015 | Paris Saint-Germain | 1 – 3     | Barcelona                         | Parc des Princes, Paris                       |
| 20:45               | Mathieu 82'         | Relatório | Neymar 18' · Luis Suárez 67', 79' | Público: 45 893 Árbitro: ENG Mark Clattenburg |

| 15 de abril de 2015 | Porto                                 | 3 – 1     | Bayern de Munique    | Estádio do Dragão, Porto                             |
| 20:45               | Quaresma 3' (pen), 10' · Martínez 65' | Relatório | Thiago Alcántara 28' | Público: 50 092 Árbitro: ESP Carlos Velasco Carballo |

### Partidas de volta
| 21 de abril de 2015 | Bayern de Munique                                                                   | 6 – 1     | Porto        | Allianz Arena, Munique                       |
| 20:45               | Thiago Alcántara 14' · Boateng 22' · Lewandowski 27', 40' · Müller 36' · Alonso 88' | Relatório | Martínez 73' | Público: 70 000 Árbitro: ENG Martin Atkinson |

Bayern de Munique venceu por 7–4 no placar agregado e avançou a próxima fase.
| 21 de abril de 2015 | Barcelona       | 2 – 0     | Paris Saint-Germain | Camp Nou, Barcelona                            |
| 20:45               | Neymar 14', 34' | Relatório |                     | Público: 84 477 Árbitro: NOR Svein Oddvar Moen |

Barcelona venceu por 5–1 no placar agregado e avançou a próxima fase.
| 22 de abril de 2015 | Monaco | 0 – 0     | Juventus | Stade Louis II, Mônaco                      |
| 20:45               |        | Relatório |          | Público: 16 889 Árbitro: SCO William Collum |

Juventus venceu por 1–0 no placar agregado e avançou a próxima fase.
| 22 de abril de 2015 | Real Madrid   | 1 – 0     | Atlético de Madrid | Estádio Santiago Bernabéu, Madrid        |
| 20:45               | Hernández 88' | Relatório |                    | Público: 78 300 Árbitro: GER Felix Brych |

Real Madrid venceu por 1–0 no placar agregado e avançou a próxima fase.

## Semifinais
O sorteio para as semifinais e final ocorreu em 24 de abril de 2015. As partidas de ida serão disputadas em 5 e 6 de maio de 2015, e as partidas de volta serão disputadas em 12 e 13 de maio de 2015.
| Equipe 1  | Total | Equipe 2          | 1.º jogo | 2.º jogo |
| --------- | ----- | ----------------- | -------- | -------- |
| Juventus  | 3–2   | Real Madrid       | 2–1      | 1–1      |
| Barcelona | 5–3   | Bayern de Munique | 3–0      | 2–3      |

### Partidas de ida
| 5 de maio de 2015 | Juventus                    | 2 – 1     | Real Madrid | Juventus Stadium, Turim                      |
| 20:45             | Morata 9' · Tévez 58' (pen) | Relatório | Ronaldo 27' | Público: 41 011 Árbitro: ENG Martin Atkinson |

| 6 de maio de 2015 | Barcelona                     | 3 – 0     | Bayern de Munique | Camp Nou, Barcelona                         |
| 20:45             | Messi 77', 80' · Neymar 90+4' | Relatório |                   | Público: 95 639 Árbitro: ITA Nicola Rizzoli |

### Partidas de volta
| 12 de maio de 2015 | Bayern de Munique                         | 3 – 2     | Barcelona       | Allianz Arena, Munique                        |
| 20:45              | Benatia 7' · Lewandowski 59' · Müller 74' | Relatório | Neymar 15', 29' | Público: 70 000 Árbitro: ENG Mark Clattenburg |

Barcelona venceu por 5–3 no placar agregado e avançou a final.
| 13 de maio de 2015 | Real Madrid       | 1 – 1     | Juventus   | Estádio Santiago Bernabéu, Madrid           |
| 20:45              | Ronaldo 23' (pen) | Relatório | Morata 57' | Público: 78 153 Árbitro: SWE Jonas Eriksson |

Juventus venceu por 3–2 no placar agregado e avançou a final.

## Final
A final será disputada em 6 de junho de 2015 no Estádio Olímpico em Berlim na Alemanha.
| 6 de junho de 2015 | Juventus   | 1 – 3     | Barcelona                                   | Estádio Olímpico, Berlim                  |
| 20:45              | Morata 55' | Relatório | Rakitić 4' · Luis Suárez 68' · Neymar 90+7' | Público: 70 442 Árbitro: TUR Cüneyt Çakır |